# Gengångaren (skräckroman)
Gengångaren eller Fallet Charles Dexter Ward (originaltitel The Case of Charles Dexter Ward) är en skräckroman av H. P. Lovecraft. Romanen skrevs 1927 men publicerades inte förrän 1941 i tidningen Weird Tales, då i nedkortat version och som följetong. Den första fullständiga publiceringen gjordes 1943 i en antologi av Arkham House.

## Handling
Gengångaren är en av de få berättelser av Lovecraft som utspelas i hans hemstad Providence, Rhode Island i USA. Berättelsen handlar om en ung pojke, Charles Dexter Ward, i Providence, som söker sina mörka dolda familjerötter. Hans fascination öppnar en port där hans fruktade anfader, Joseph Curwen, verkar komma tillbaka i livet genom pojken. Charles far och familjens doktor gör allt för att rädda honom.

## Publicering på svenska
Romanen översattes till svenska 1975 av Gunnar Gällmo. En uppdaterad och korrigerad utgåva av denna översättning publicerades 2008, då under titeln Fallet Charles Dexter Ward.